# Dominik Szala
Dominik Jerzy Szala (* 24. April 2006 in Katowice) ist ein polnischer Fußballspieler, der hauptsächlich als Innenverteidiger spielt.

## Karriere

### Verein
Szala begann seine Jugendkarriere bei GKS Katowice, bevor er 2021 zu Legia Warschau in die Jugendabteilung wechselte. Eine Saison später schloss er sich Górnik Zabrze an, ebenfalls zunächst in der Jugend. Sein Debüt im Männerbereich machte er am 5. März 2023 für die 2. Mannschaft von Górnik Zabrze gegen KS Ślęza Wrocław. Dieses Spiel verlor Górnik Zabrze mit 0:2.
Sein Debüt in der Ekstraklasa für die 1. Mannschaft von Górnik Zabrze machte er am 2. September 2023 gegen Lech Posen. Er stand in der Startaufstellung und absolvierte 68 Minuten für sein Team.

### Nationalmannschaft
Dominik ist seit 2022 Teil der polnischen U-17-Nationalmannschaft. Er erreichte mit der polnischen U-17-Nationalmannschaft bei der U-17-Fußball-Europameisterschaft 2023 den 4. Platz.

## Privatleben
Dominik Szala ist der Sohn von Wojciech Szala, der ebenfalls ein Fußballprofi war und für Legia Warschau und GKS Katowice in der Ekstraklasa spielte.